# Communauté de communes de la Planèze
Die Communauté de communes de la Planèze ist ein ehemaliger französischer Gemeindeverband mit der Rechtsform einer Communauté de communes im Département Cantal in der Region Auvergne-Rhône-Alpes. Der Verwaltungssitz war im Ort Ussel.

## Historische Entwicklung
Mit Wirkung vom 1. Januar 2017 fusionierte der Gemeindeverband mit  
- Communauté de communes du Pays de Pierrefort-Neuvéglise
- Communauté de communes Caldaguès Aubrac sowie
- Communauté de communes du Pays de Saint-Flour Margeride

und bildete so die Nachfolgeorganisation Communauté de communes des Pays de Caldaguès-Aubrac, Pierrefort-Neuvéglise, Planèze, Saint-Flour Margeride.

## Ehemalige Mitgliedsgemeinden
Der Communauté de communes de la Planèze gehörten vier der 23 Gemeinden des Kantons Saint-Flour-1 und je eine Gemeinde der Kantone Saint-Flour-2 und Murat an. Die Mitgliedsgemeinden waren:
| Gemeinde    | Einwohner 1. Januar 2022 | Fläche km² | Dichte Einw./km² | Code INSEE | Postleitzahl |
| ----------- | ------------------------ | ---------- | ---------------- | ---------- | ------------ |
| Andelat     | 474                      | 21,05      | 23               | 15004      | 15100        |
| Coltines    | 428                      | 19,02      | 23               | 15053      | 15170        |
| Rézentières | 110                      | 13,29      | 8                | 15161      | 15170        |
| Talizat     | 596                      | 37,62      | 16               | 15231      | 15170        |
| Ussel       | 458                      | 10,34      | 44               | 15244      | 15300        |
| Valuéjols   | 578                      | 38,51      | 15               | 15248      | 15300        |